# Miliči
Miliči (prononcé [ˈmiːlitʃi]) est une localité sur la rive gauche de la rivière Kolpa, dans la municipalité de Črnomelj (en), dans la région de la Carniole-Blanche, dans le sud-est de la Slovénie. La zone fait partie de la région traditionnelle de la Basse-Carniole et est maintenant incluse dans la région statistique du sud-est de la Slovénie (en).
Le village a été fondé au XVIe siècle par des Serbes qui avaient rejoint les bandes uskoques en fuyant les persécutions ottomanes (voir Serbes de Carniole-Blanche (en)). Des descendants de ces colons vivent toujours dans le village. L'église locale est ainsi une église orthodoxe serbe dédiée à la fête des saints Pierre et Paul. Elle a été construite au XIXe siècle.